# René Cardona senior
René Cardona (* 8. Oktober 1905 in Havanna; † 25. April 1988 in Mexiko-Stadt) war ein mexikanischer Filmregisseur, Schauspieler, Filmproduzent, Drehbuchautor und Filmredakteur im Goldenen Zeitalter des mexikanischen Kinos.

## Leben
René Cardona wurde am 8. Oktober 1905 in Havanna geboren und begann sein Medizinstudium in Kuba. Aufgrund der politischen Probleme der Insel zogen er und seine Familie 1926 nach New York, wo er sein Studium fortsetzte, es aber aufgrund der wirtschaftlichen Umstände seiner Familie abbrechen musste. Er freundete sich mit dem Schauspieler Rodolfo Valentino an und fand so den Weg zum Film. 1929 drehte er in Hollywood seinen ersten spanischsprachigen Film Sombras habaneras, den er auch produzierte, schrieb, inszenierte und in der Hauptrolle spielte. Er hatte auch die Möglichkeit, in verschiedenen Positionen in der Filmindustrie zu arbeiten, beispielsweise als zweiter Assistent, technischer Berater und erster Regieassistent und lernte Film- und Lichttechnik. 1932 zog er nach Mexiko, wo er als Schauspieler debütierte und Julieta Zacarías, die Schwester des Regisseurs Miguel Zacarías, kennenlernte und sie bald darauf heiratete. Durch die Unterstützung seiner Frau erhielt er die Rolle des Manuel in Mano a mano und in Sobre las olas die Hauptrolle das Raúl.
Cardona starb am 25. April 1988 in Mexiko-Stadt. Auch sein Sohn René Cardona junior wurde Filmemacher und Schauspieler.

## Karriere
Nach dem Erfolg von Allá en el Rancho Grande von Fernando de Fuentes 1936 beschloss Cardona im folgenden Jahr, seinen ersten Film in Mexiko zu drehen, Don Juan Tenorio, in dem er auch mitwirkte. Obwohl der Film kein Erfolg wurde, hielt dies Cardona nicht auf. Er führte Regie bei Allá en el Rancho Chico (1938) und La reina del río (1939). Kurz darauf inszenierte er die herausragenden Auftritte von Pedro Infante in Jesusita en Chihuahua (1942) und Germán Valdés  in Hotel de Verano (1944). Aus Dankbarkeit einigten sich beide Schauspieler darauf, in dem Cardona-Film También de dolor se canta zusammen aufzutreten.
Cardona produzierte und drehte zwischen 1937 und 1982 mehr als hundert Filme mit den bekanntesten Schauspielern Mexikos. Er selbst spielte in 123 Filmen. In den späten fünfziger Jahren drehte er die Kinderfilme Pulgarcito (Der kleine Däumling) und Santa Claus, die ihm mehrere internationale Auszeichnungen einbrachten. Seine letzten Filmauftritte waren in der Fernsehserie Die wilde Rose und im Film Eliscal de hierro (1989). Am 15. Dezember 1986 wurde ihm von der mexikanischen Filmbibliothek für seine 52-jährige Filmarbeit eine besondere Ehrung zuteil.

## Auszeichnungen
- 1955: Nominierung als Bester Nebendarsteller in ¡Que seas feliz! beim Ariel Award[2]
- 1957: Nominierung als Bester Nebendarsteller in Un nuevo amanecer bei Ariel Awards
- 1959: Golden Gate Award für Santa Claus beim San Francisco International Film Festival als Bester internationaler Familienfilm

## Filmografie

### Regisseur (Auswahl)
- 1931: Carne de Cabaret
- 1936: Allá en el Rancho Grande
- 1938: Allá en el Rancho Chico
- 1939: The Coward
- 1941: The Priest’s Secret
- 1942: The Rock of Souls
- 1942: Jesusita en Chihuahua
- 1942: The Count of Monte Cristo
- 1944: Summer Hotel
- 1945: The Museum of Crime
- 1946: ¡Ay qué rechula es Puebla!
- 1946: The Associate
- 1953: Pompeyo el conquistador
- 1955: To the Four Winds
- 1957: The New World
- 1957: Pulgarcito
- 1959: Santa Claus
- 1960: Juan Polainas
- 1964: Wrestling Women vs. the Aztec Mummy
- 1987: Draculas Tochter und Professor Satanas
- 1968: The Batwoman
- 1969: Night of the Bloody Apes
- 1972: The Incredible Professor Zovek
- 1973: The Divine Caste
- 1974: La isla de los hombres solos
- 1975: El pequeño Robin Hood
- 1976: Survive!

### Schauspieler (Auswahl)
- 1930: Sombras habaneras
- 1932: Mano a mano
- 1932: Sobre las olas
- 1948: Pito Pérez se va de bracero
- 1956: ¡Que seas feliz!
- 1961: Die Verdammten vom Rio Grande
- 1962: Brainiac - Der Baron des Terrors
- 1966: La vida de Pedro Infante
- 1971: Jesús, el niño Dios
- 1978: Die Kinder von Sanchez
- 1986: La vida de nuestro señor Jesucristo
- 1988: Die wilde Rose (Fernsehserie)
- 1989: El fiscal de hierro